# Me & the Rhythm
Me & the Rhythm è un singolo della cantante statunitense Selena Gomez, il primo e unico promozionale estratto dal secondo album in studio Revival e pubblicato il 2 ottobre 2015.
È stato ben accolto dalla critica musicale contemporanea, con lodi rivolte al suo sound disco vintage e alla voce sensuale di Selena. Per promuovere la canzone, la cantante si è esibita al The Today Show con un medley che includeva un suo precedente singolo, Come & Get It. La traccia è stata inclusa nella setlist del Revival Tour.

## Antefatti
Dopo l'inaspettato successo del primo singolo Good for You nelle classifiche musicali di tutto il mondo, Selena Gomez ha incontrato i rappresentanti della Interscope Records per richiedere che il missaggio dell'album venisse posticipato in modo tale da poter registrare ulteriore musica con Julia Michaels e Justin Tranter, gli autori del brano. Dopo la loro precedente collaborazione, la Gomez è diventata ossessionata con i due autori, avvertendo di aver creato «magia» in studio. La Interscope ha autorizzato la posticipazione e il team ha lavorato per quattro giorni, realizzando tre brani, due dei quali sono apparsi nel disco: Hands to Myself e Me & the Rhythm.
Un'anteprima del brano è stata pubblicata assieme alla copertina del brano il 26 settembre 2015. In seguito, la canzone è stata pubblicata come primo singolo promozionale dell'album, una settimana prima della pubblicazione dell'album.

## Composizione
Me & the Rhythm è stato scritto dalla cantante stessa insieme ai sopracitati Justin Tranter e Julia Michaels e dal team di produzione Mattman & Robin, che ha anche prodotto il brano. È stato registrato e missato presso i Wolf Cousins Studios e i Maratone Studios di Stoccolma e presso gli studi della Interscope situati a Santa Monica.
Dal punto di vista musicale, è stato descritto dalla critica specializzata come un brano dance e disco caratterizzato da influenze R&B e synth pop. La base di apertura è stata paragonata da Samantha Schnurr di E! Online ai brani disco di Donna Summer incisi negli anni settanta, mentre Zach Dionne di Fuse ha paragonato il brano all'album Emotion di Carly Rae Jepsen. Secondo Mike Wass di Idolator, Me & the Rhythm è «il collegamento più evidente tra l'era di Stars Dance e quella di Revival» e lo ha paragonato all'album Fever di Kylie Minogue (in particolar modo al brano Come into My World) e la Body Talk era di Robyn. Secondo Lewis Corner di Digital Spy il brano possiede invece un «ritmo seducente anni ottanta».
Il testo di Me & the Ryhythm riguarda il perdere le proprie inibizioni e perdere se stessi mentre si balla.

## Tracce
Download digitale
1. Me & the Rhythm – 3:33

CD promozionale (Brasile)
1. Me & the Rhythm (Main Version)
2. Me & the Rhythm (feat. Casi) (Remix Edit)
3. Same Old Love (feat. Fetty Wap) (Remix)

## Successo commerciale
Contrariamente a quanto accaduto con i restanti singoli tratti da Revival, Me & the Rhythm non è riuscito a raggiungere la Billboard Hot 100, fermandosi alla sesta posizione della Bubbling Under Hot 100. Si è invece classificato in Canada, arrivando alla cinquantasettesima posizione della rispettiva classifica.
Anche in Europa il brano ha ottenuto un discreto successo, giungendo 143º in Francia, 68º in Slovacchia e 83º nella Repubblica Ceca.

## Classifiche
| Classifica (2015) | Posizione massima |
| ----------------- | ----------------- |
| Canada            | 57                |
| Canada (digital)  | 37                |
| Francia           | 143               |
| Repubblica Ceca   | 83                |
| Slovacchia        | 68                |
| Stati Uniti       | 106               |